# Kriegsgräberstätte Hofkirchen

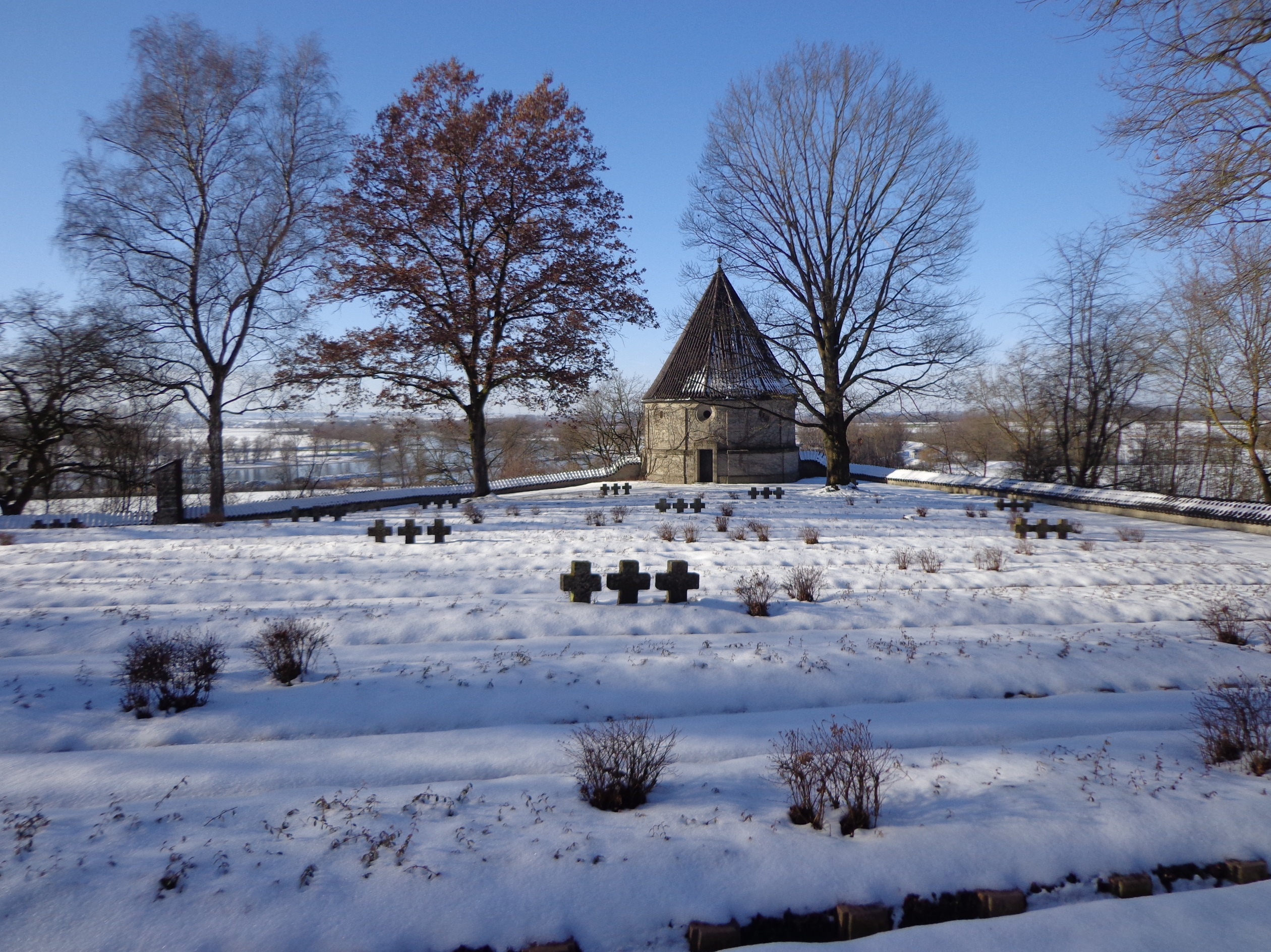
Kriegsgräberstätte Hofkirchen

Die Kriegsgräberstätte Hofkirchen befindet sich am westlichen Ortsrand des Marktes Hofkirchen im niederbayerischen Landkreis Passau.
Der Friedhof liegt auf einer Anhöhe mit Blick auf eine Biegung der Donau und wurde vom Volksbund Deutsche Kriegsgräberfürsorge als Ruhestätte für Opfer des Ersten und Zweiten Weltkriegs angelegt. Für die 1959 eingeweihte Anlage wurde die Lagestelle des alten Edelsitzes Seehof ausgewählt. Eine dreilagige Bruchsteinmauer mit Ziegeldach umfriedet die gesamte Anlage.
Die Einzelgräber sind in 36 Reihen angeordnet und jeweils mit einem kreuzförmigen Stein aus Keramik gekennzeichnet. Dreiergruppen symbolischer Grabkreuze aus lokalem Granit sind über das gesamte Gräberfeld verteilt. In Hofkirchen ruhen neben 45 Toten des Ersten Weltkrieges 72 Frauen und 21 Kinder, die während des Zweiten Weltkriegs bei Tieffliegerangriffen ums Leben kamen. Ferner liegen hier aus dem Zweiten Weltkrieg 2635 deutsche Soldaten, russische Hilfswillige sowie Legionäre aus verschiedenen Ländern. Darunter befinden sich, belegt durch Akten des bayerischen Innenministeriums, mindestens 369 SS-Männer: Offiziere und Soldaten, Angehörige der Waffen-SS, Totenkopf-SS und der SS-Sondereinheit Dirlewanger.
Sie alle wurden aus 391 Gemeindefriedhöfen und einzelnen Feldgräbern aus ganz Niederbayern und der Oberpfalz hierher umgebettet. In der Anlage liegen auch über 40 namentlich unbekannte deutsche Soldaten, umgebettet aus mehreren Gräbern aus der Umgebung von Roding im Bayerischen Wald.
Am Rand der Kriegsgräberstätte Hofkirchen erhebt sich hinter dem felsenreichen Hang zur Donau hin  die hellgraue, aus lokalem Granit erbaute Rundkapelle mit ihrem acht Meter hohen, kupferkreuzgekrönten Kegeldach. Im Inneren der Kapelle sind die Namen aller bekannten auf dem Friedhof Beigesetzten auf roten Marmortafeln an den Wänden  eingemeißelt.

## Galerie

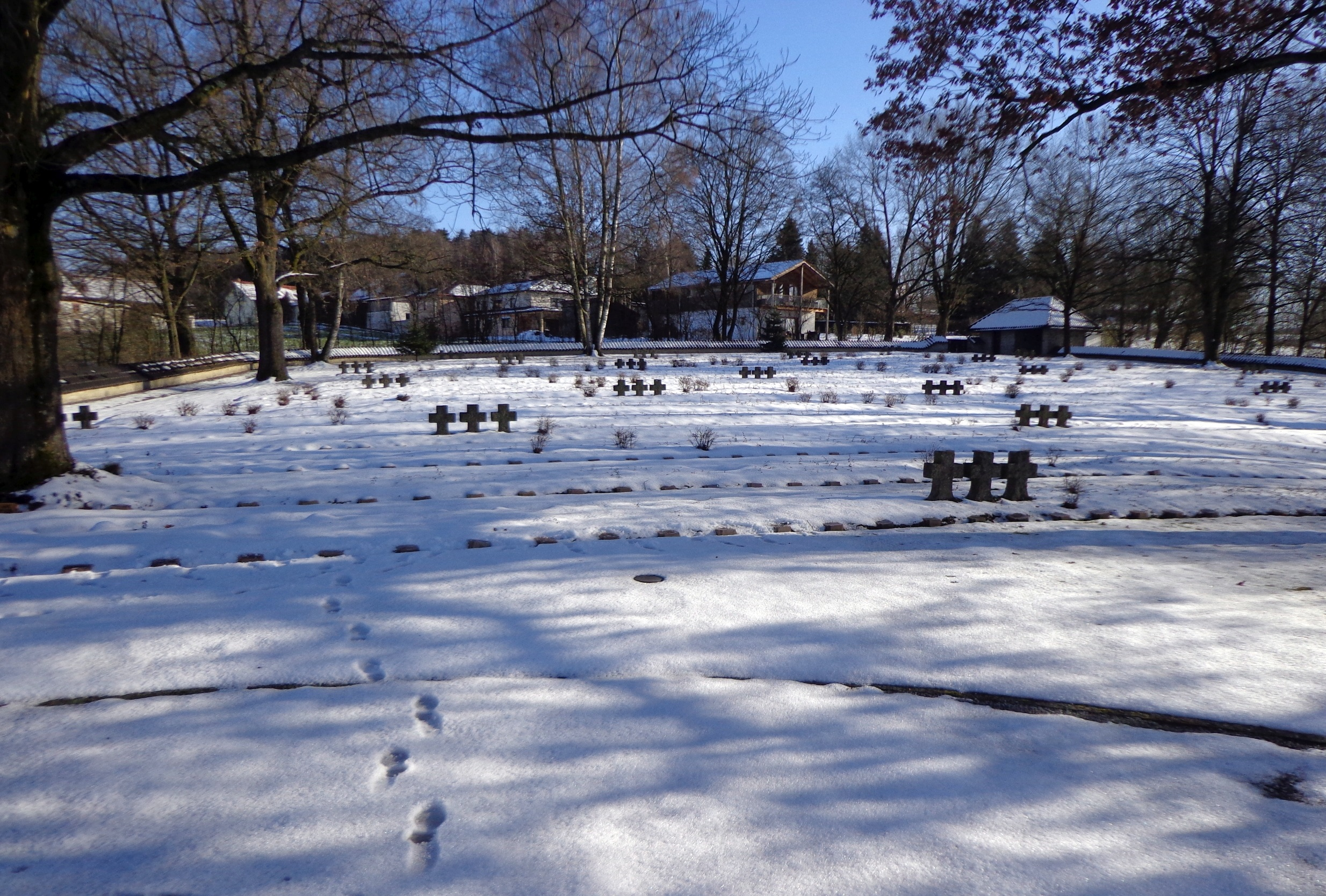
Blick von der Kapelle zum Eingang
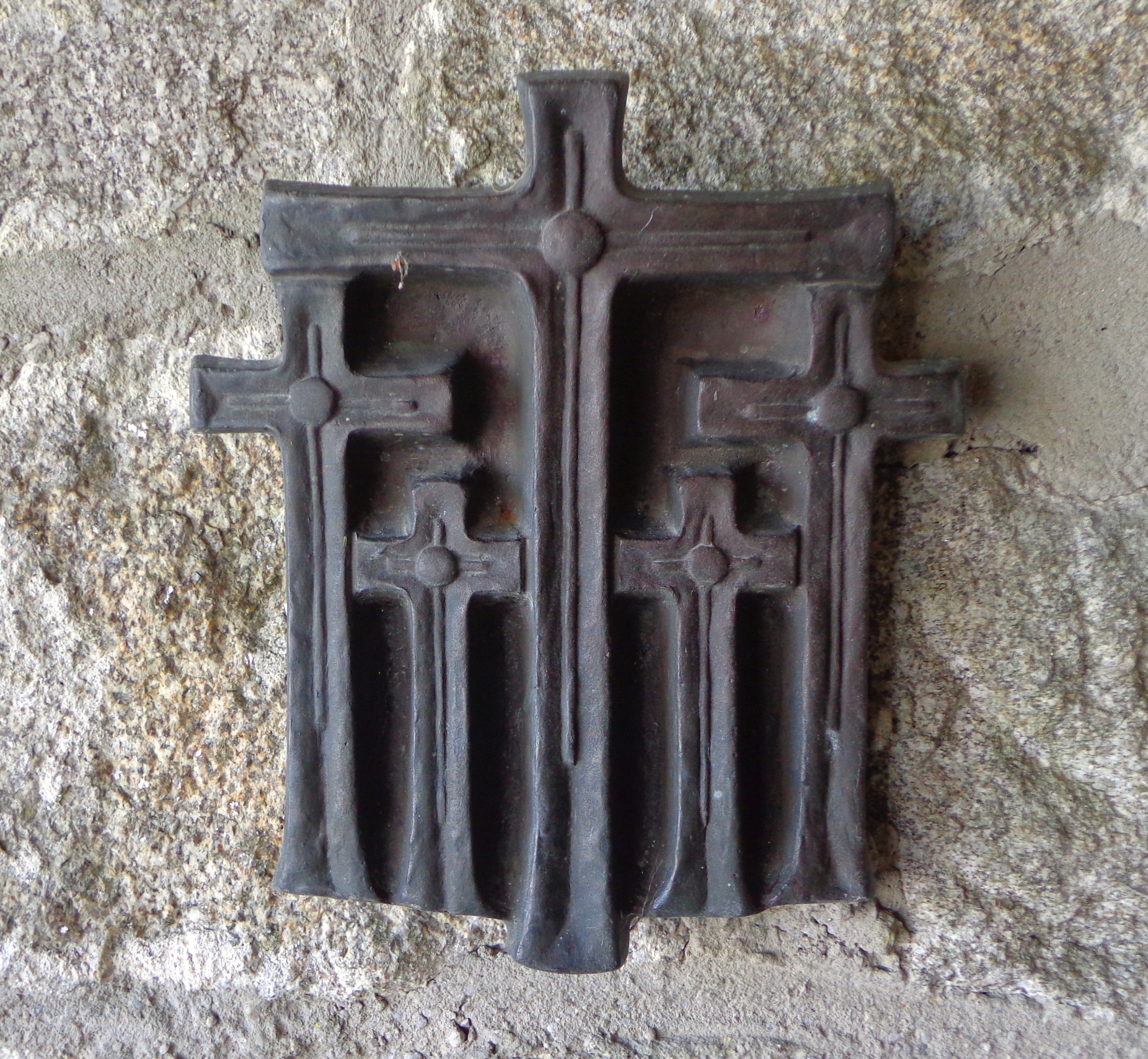
Kreuz beim Kapelleneingang
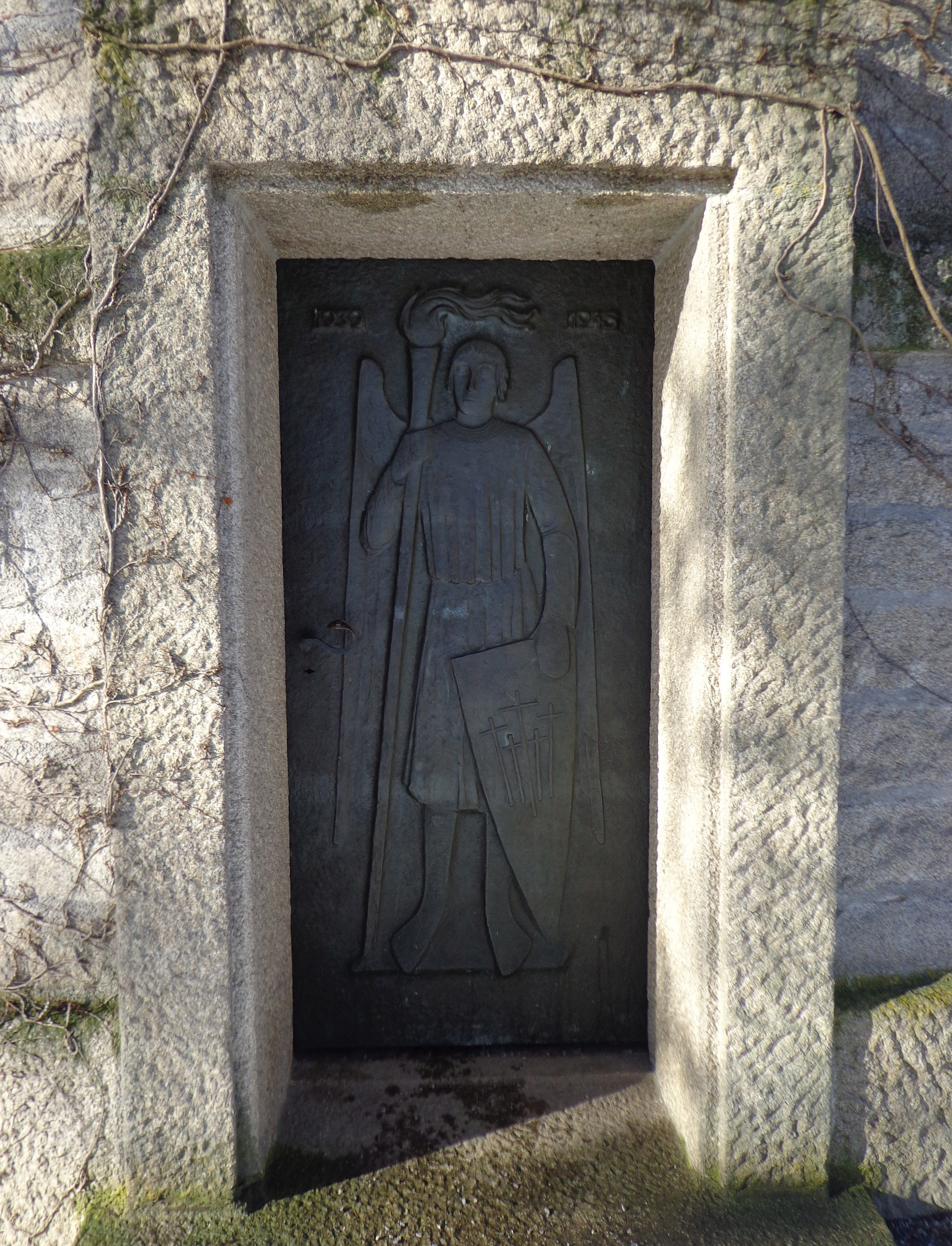
Kapelleneingang
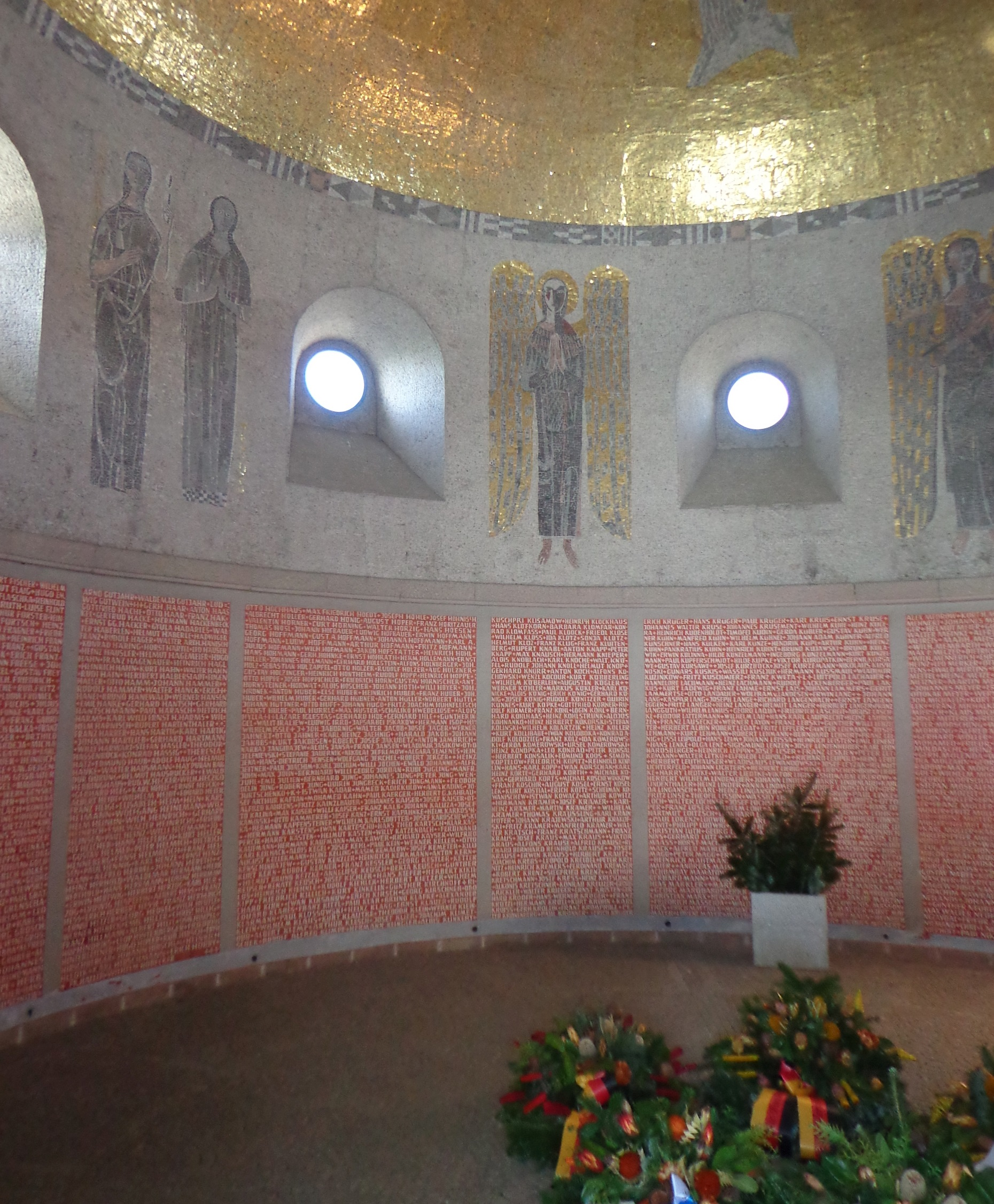
Kapelleninneres